# 汤垟乡
汤垟乡，是中华人民共和国浙江省丽水市青田县下辖的一个乡镇级行政单位。

## 行政区划
汤垟乡下辖以下地区：
洪口村、汤垟村、垟寮村、干坑村、小佐村、西天村和西天坑村。